# Guotvand (Verwaltungsbezirk)
Guotvand (persisch شهرستان گتوند) ist ein Schahrestan in der Provinz Chuzestan im Iran. Er enthält die Stadt Guotvand, welche die Hauptstadt des Verwaltungsbezirks ist. 

## Demografie
Bei der Volkszählung 2016 betrug die Einwohnerzahl des Schahrestan 65.468. Die Alphabetisierung lag bei 83 Prozent der Bevölkerung. Knapp 68 Prozent der Bevölkerung lebten in urbanen Regionen.
| Zensusjahr | Einwohnerzahl |
| ---------- | ------------- |
| 2011       | 64.951        |
| 2016       | 65.468        |